# Bitva u Hluboše (1611)
Bitva u Hluboše roku 1611 byla menším válečným střetem mezi vojskem pasovských, táhnoucím od Prahy zpět do Bavorska, a jednotkami středočeské domoobrany vedené rytířem Trnavským v období tzv. vpádu pasovských, který předznamenal konec vlády císaře Rudolfa II. a jeho nahrazení bratrem Matyášem. Odehrála se patrně 13. března 1611 v údolí řeky Litavky mezi obcemi Hluboš a Čenkov nedaleko Příbrami ve středních Čechách a skončila porážkou pasovského vojska, které krajem procházelo směrem do jižních Čech, což představovalo asi největší polní střet celého tohoto válečného tažení. 
Pravděpodobně téměř na stejném místě se 8. září 1422 za husitských válek uskutečnila první bitva u Hluboše mezi oddíly táboritského husitského svazu a husitů z Příbrami a vojskem vedeným katolickým šlechticem Hanušem z Kolovrat. Místo obou bitev bylo místními obyvateli následně překřtěno na V zabitých.

## Pozadí
Ačkoliv byl roku 1608 uzavřen Libeňský mír, vzájemné soupeření mezi Rudolfem II, jeho bratrem Matyášem a českými stavy neskončilo. 1. května 1609 se sešli čeští stavové v doprovodu svého vojska na Novoměstské radnici, což bylo reakcí na odmítnutí sněmovního jednání ze strany českého krále Rudolfa II. Hledali přitom podporu u krále Matyáše Habsburského i u německých protestantských knížat. Hrozba odboje donutila Rudolfa II. vyhlásit 9. července 1609 majestát. Rudolf se však boje s českými stavy nevzdal. Na počátku roku 1611 se nechal zlákat nabídkou svého bratrance, arciknížete Leopolda Pasovského, a pod záminkou, že mu bude v Praze vyplacen žold za vojenské služby ve sporech o dědictví po Janu Vilémovi z Jülichu-Kleve, povolal do Čech pasovské vojsko. 

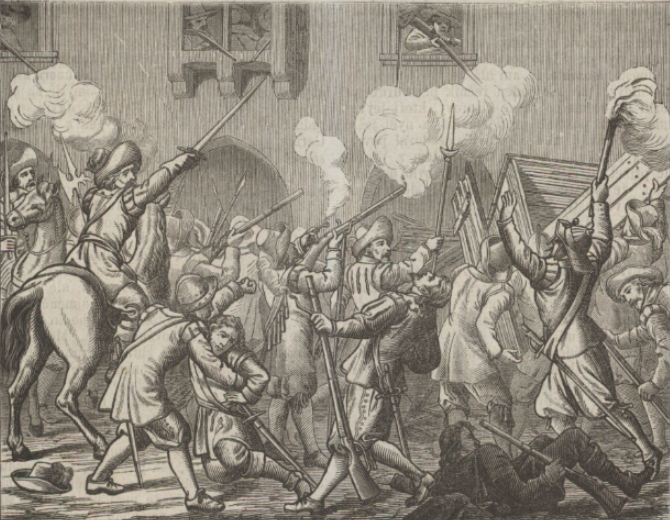
Pasovští v Praze roku 1611 (ilustrace Josefa Scheiwla, 1891)

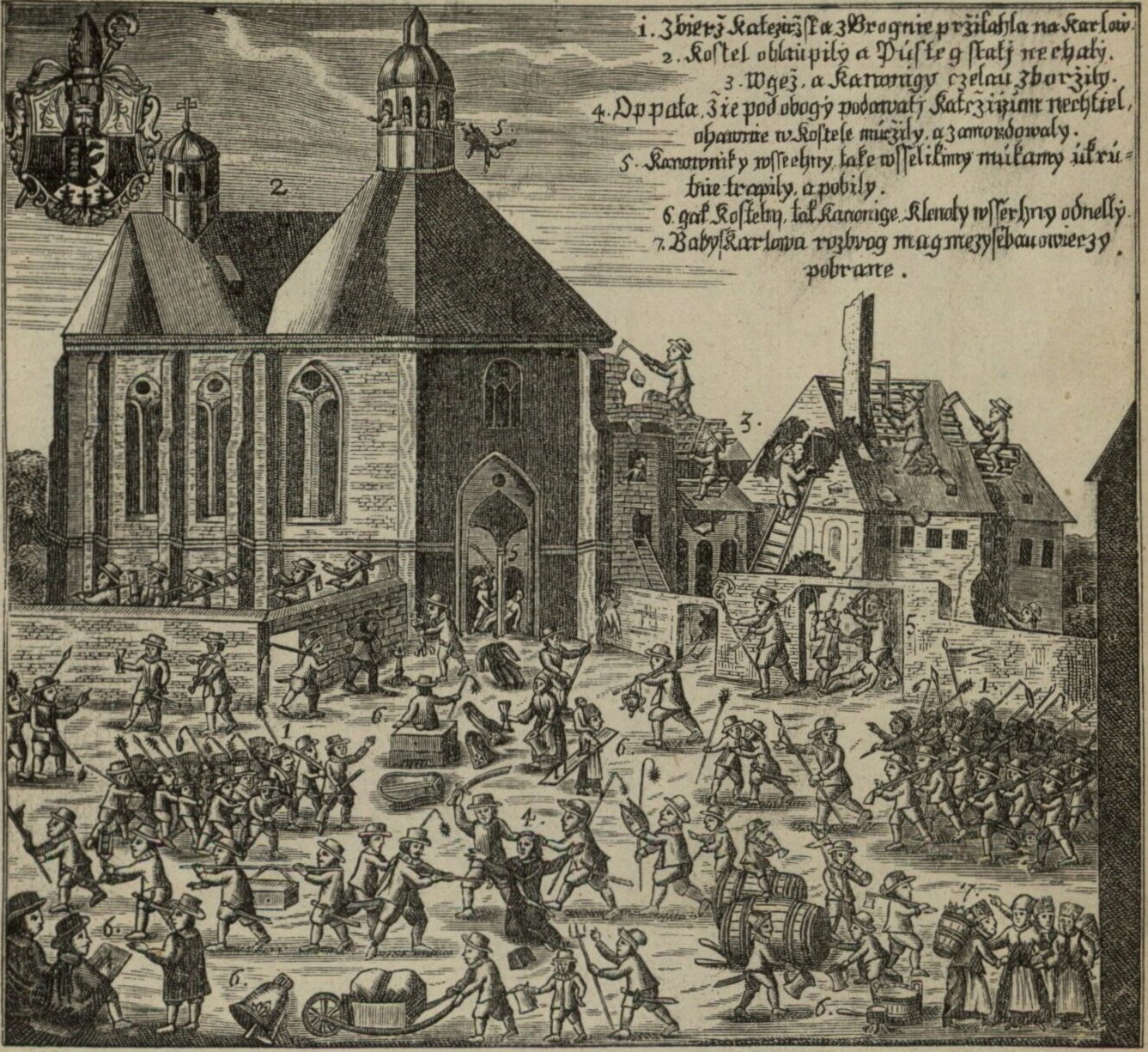
Pražská lůza drancuje klášter na Karlově

30. ledna 1611 překročili Pasovští české hranice a postupně obsadili České Budějovice, Český Krumlov, Tábor a Beroun. Stavové vyhlásili zemskou hotovost a jejich vojsko obsadilo Pražský hrad. 12. února se první oddíly pasovských objevily před Prahou. Začalo vyjednávání a o dva dny později byli stavové ubezpečeni, že pasovské vojsko odejde. 15. února však Pasovští vpadli nečekaně na Malou Stranu a pokračovali k Vlašské ulici a ke Karlovu mostu. Došlo ke krvavým střetům, v nichž padlo nebo bylo zraněno 1400 mužů. Pasovští se chtěli zmocnit i Starého Města, ale podle dobových zprávy byli zastaveni desetiletým chlapcem, který vystřelil z děla, a spuštěním mříží v mostecké bráně. Jezdci, kteří přejeli na druhou stranu, byli pobiti nebo utonuli ve Vltavě. Nastalého zmatku v Praze využila lůza, která začala rabovat kláštery na Starém a Novém Městě pražském. Byly zpustošeny kláštery u Panny Marie Sněžné (14 pražských mučedníků), Na Slovanech, Zderaze, Karlově a další. Večer 15. února vjel na Malou Stranu arcikníže Leopold. Pasovské vojsko mezitím rabovalo v obsazených částech Prahy. Stavové byli nuceni opustit i Pražský hrad.  
Koncem února se začal o situaci zajímat i král Matyáš, který vypravil ku Praze vojsko. Jeho zájmem bylo, aby si zajistil po bratru Rudolfovi císařský trůn. 28. února 1611 vytáhlo Matyášovo vojsko z Jihlavy a arcikníže Leopold chtěl proti nim vyslat své pasovské vojsko. Vojáci se však bouřili, protože jim nebyl vyplacen slíbený žold. Rudolf II. požádal české stavy o pomoc proti králi Matyášovi a zároveň slíbil, že vyplatí pasovské, aby odešli z Prahy. Svůj slib však nesplnil. Pasovský plukovník Ramée pohrozil Rudolfovi, že žold vyplatí z jeho pokladu, který si vzal do zástavy. Tento poklad se však stavům podařilo získat zpět. Situace se komplikovala a nastal rozklad pasovského vojska. Rudolf II. začal znovu vyjednávat o jejich odchodu a slíbil, že žold bude vyplacen v Českých Budějovicích. Dne 6. března 1611 dorazilo k Praze hlavní Matyášovo vojsko. V noci na 11. března opustily Prahu poslední pasovské oddíly, které stavové do patřičné vzdálenosti od Prahy pronásledovali. Stavovským vojskem byl obsazen i Pražský hrad. 

## Bitva
12. března dorazilo pasovské vojsko o síle asi 4500 mužů do Berouna, kde se ubytovalo a rovněž za sebou strhlo most přes Berounku. To od dalšího pronásledování odradilo vojska českých stavů, která se navrátila ku Praze. Pasovští v Berouně přenocovali a 13. března se z Berouna vydali směrem k Českým Budějovicím po tzv. litavské stezce, vedoucí přes Zdice, Jince, Příbram, Březnici a Písek, neboť cestu od Prahy na jih přes Tábor střežila vojska pana Herberštajna. O pohybu pasovských byl informován oddíl vedený rytířem Trnavským v počtu asi 800 ozbrojených zdejších sedláků, spadající pod velení stavovské armády Jindřicha Matyáše Thurna. Ti se rozhodli jeden z odřádů pasovského vojska napadnout v úzkem údolí Litavky poblíž Hluboše.  
Střetnutí se odehrálo patrně 13. března 1611 někde v prostoru mezi Hluboší a Čeňkovem, na půli cesty mezi Příbramí a Jinci. Trnavského muži napadli lépe ozbrojené a dost možná i početně silnější nepřítátelské vojsko ze zálohy a byli schopni mu způsobit citelné ztráty. Po čase však bylo pasovské vojsko schopno útočníky odrazit a donutit k ústupu.   
V bitvě bylo údajně pobito 250-300 pasovských, vážné ztráty však měla utrpět i česká strana.

## Důsledky
Dne 14. března jsou již pasovské oddíly uváděny v Českých Budějovicích, ležících na Rožmberském dominiu, kde se utábořili a očekávali vyplacení žoldu. Krátce po těchto událostech se sešel v Praze zemský sněm, na kterém Rudolf II. abdikoval a vzdal se koruny ve prospěch svého bratra Matyáše. Matyáš pak na zaplacení pasovským neměl dostatek financí, které se mu až koncem jara 1611 podařilo shromáždit až prostřednictvím půjčky od Petra Voka z Rožmberka. Teprve poté několikatisícové pasovské vojsko z Čech odtáhlo k domovu. 
Lokalitu někdejších bitev, která byla po střetu pokryta mrtvými těly padlých, začali místní časem nazývat V zabitých.